# Rio Blaju (Cubleș)
O Rio Blaju (Cubleş) é um rio da Romênia afluente do Rio Cubleş, localizado no distrito de Bihor.